# Internationales Hamburger Symposium Sport, Ökonomie und Medien
Das Hamburger Symposium Sport, Ökonomie und Medien ist eine wissenschaftliche Tagung, die jährlich in Hamburg ausgetragen wird. Im Mittelpunkt der Veranstaltung stehen der Sport, seine ökonomischen Auswirkungen und die Verbindung zu den Medien. Das Symposium versucht eine Verbindung wissenschaftlicher Erkenntnisse und praktischer Erfahrungen zu erreichen. Austragungsort des Symposiums ist das Millerntor-Stadion in Hamburg.

## Geschichte/Entwicklung
Das Hamburger Symposium Sport, Ökonomie und Medien wurde im Jahr 2001 das erste Mal ausgerichtet. Hervorgegangen aus einer Initiative des Sportamtes Hamburg sollte es im Rahmen der Olympiabewerbung Hamburgs (Olympische Spiele 2012) die Sportstadt Hamburg auf wissenschaftlicher Ebene positionieren. Ziel war es, das Symposium als Teil eines Kompetenzzentrums der Sportentwicklung zu etablieren und so aktuelle wissenschaftliche Erkenntnisse auch in die sportpolitische Diskussion der Stadt einfließen zu lassen.
Nach dem Scheitern der Olympiabewerbung im Jahr 2003 blieb das Symposium zunächst als Veranstaltung des Sportamtes Hamburg erhalten, wurde in den Folgejahren aber zunehmend durch ehrenamtlichen Engagement getragen und organisatorisch aus dem Sportamt ausgelagert. Dem Organisationskomitee des Symposium gehören Martin-Peter Büch (Universität des Saarlandes & Direktor des BISp a. D.), Christian Hinzpeter (Hinzpeter Wagner), Wolfgang Maennig (Universität Hamburg) und Hans-Jürgen Schulke (Macromedia Hochschule für Medien und Kommunikation, Hamburg) an. Das Symposium hat sich in den letzten Jahren von einem Workshop mit ca. 25 Teilnehmern zu einer kongressartigen Veranstaltung mit 20–25 Referenten und ca. 150 Teilnehmern aus Hochschulen, Medien, Wirtschaft und Politik entwickelt. Austragungsort des Symposium war bis 2011 die Handelskammer Hamburg. Seit 2012 wird das Symposiums im Ballsaal und Pressebereich der Haupttribüne des Millerntor-Stadions des FC St. Pauli ausgetragen. Für jede der bisherigen Veranstaltungen wurde ein Tagungsband herausgegeben (siehe Referenzen).

## Philosophie der Veranstaltung
Das Internationale Hamburger Symposium Sport Ökonomie und Medien ist auf der Philosophie „Science meets Practice“ begründet. Die Veranstaltung möchte demnach eine Verbindung von Erkenntnissen aus der Wissenschaft und Erfahrungen von Entscheidern aus der Praxis im Sport, Medien, Wirtschaft und Politik schaffen. Dementsprechend steht der Diskurs zwischen Wissenschaft und Praxis im Mittelpunkt. Dieser Philosophie folgend wird beim Symposium auf eine Erhebung einer Teilnehmergebühr verzichtet, die Veranstaltung soll allen Interessierten offenstehen.
Eckpfeiler der Marke der Veranstaltung sind ihre Internationalität, Sportgroßveranstaltungen und die Stadt Hamburg. International aufgestellt soll das Symposium durch die Einladung international renommierter Referenten werden. Verdeutlicht werden kann dieses Bestreben durch die Zahlen der internationalen Referenten aus den letzten Jahren, so trugen in den Jahren 2007 zwölf, 2008 elf und im Jahr 2009 acht internationale Referenten beim Symposium vor.
Fachlicher Mittelpunkt sind Sportgroßveranstaltungen als „Leuchttürme des Sports“, so dass jeder gewählte Themenschwerpunkt einen direkten Bezug zu Sportgroßveranstaltungen herstellen soll. Durch diese Spezialisierung auf sportliche Großereignisse hat das Symposium ein Alleinstellungsmerkmal im Markt der internationalen Sportkongresse geschaffen.
Der dritte Baustein der Marke des Symposiums ist der direkte Bezug zur Stadt Hamburg. Als ursprünglich durch eine Initiative des Sportamtes Hamburg entstandene Veranstaltung hat es sich zum Ziel gesetzt, aktuelle sportpolitische Fragestellungen in der Hansestadt aufzugreifen. Dazu werden in jedem Jahr auch ausgewählte Referenten und Gäste aus Hamburg zum Symposium eingeladen. Einen weiteren direkten Bezug zur Stadt Hamburg stellt das Symposium durch seine Förderung durch die Sportstadt Hamburg, Hamburg Wasser, die Handelskammer Hamburg und die Universität Hamburg her. Hierdurch ist es in der öffentlichen Verwaltung und der freien Wirtschaft der Metropolregion verankert. Auf europäischer Ebene erfolgt eine Kooperation mit dem europe direct Infopoint Europe Hamburg.

## Themenschwerpunkte der vergangenen Symposien
- 2001 – Regional- und sportökonomische Aspekte von Sportgroßveranstaltungen
- 2002 – Nachhaltigkeit von Sportstätten
- 2003 – Sport im Fernsehen – zwischen gesellschaftlichen Anliegen und ökonomischen Interesse
- 2004 – Zur Ökonomik der Rechte bei Sportveranstaltungen
- 2005 – Der Sportzuschauer als Konsument: Gast, Mitspieler, Manipulierter?
- 2006 – Finanzierung im Sport im Spannungsfeld zwischen Steuersystem und Markt
- 2007 – Zur Ökonomik von Spitzenleistungen im internationalen Sport
- 2008 – Mega Sport Events: Ökonomische und sozioökonomische Auswirkungen
- 2009 – Sport und Sportgroßveranstaltungen in Europa – Zwischen Zentralstaat und Regionen
- 2010 – Internationale Sportevents im Umbruch? Instrumentalisierung, Digitalisierung, Trivialisierung
- 2011 – Internationale Sportevents: Wettbewerb, Inszenierung, Manipulation
- 2012 – Crossmediale Kommunikation und Verwertung von Sportveranstaltungen
- 2013 – Sport und Inklusion – Ziemlich beste Freunde?!

## Referenten vergangener Veranstaltungen

### Vertreter aus Sport, Politik und Wirtschaft
- Walther Tröger (1992–2002 Präsident Nationales Olympisches Komitee/Ehrenmitglied Internationales Olympisches Komitee)
- Willi Lemke (Aufsichtsratsvorsitzender Werder Bremen/UNO)
- Rainer Brechtken (Präsident Deutscher Turner-Bund)
- Horst Milde (Marathonorganisator) (Begründer des Berlin-Marathons)
- Rudolf Scharping (Präsident Bund Deutscher Radfahrer)
- Uschi Schmitz (ehem. Vorstandsvorsitzende Deutscher Hockey-Bund)
- Horst R. Schmidt (Schatzmeister Deutscher Fußball-Bund)
- Wolfgang Niersbach (Präsident Deutscher Fußball-Bund)
- Bernd Hoffmann (Vorstandsvorsitzender Hamburger SV e. V.)
- Heide Simonis (MP a. D.)
- Bischöfin Maria Jepsen (Nordelbische Evangelisch-Lutherische Kirche)
- Wolfgang Holzhäuser (Bayer 04 Leverkusen)
- Moritz Fürste (Deutscher Hockeynationalspieler)
- Klaus-Dieter Fischer (Präsident SV Werder Bremen)
- Michael Meeske (Geschäftsführer FC St. Pauli)

### Internationale Sportökonomen
- Robert Baade (Lake Forest College, USA)
- Helmut Dietl (Universität Zürich, Schweiz)
- Brad Humphreys (University of Alberta, Edmonton, Kanada)
- Stefan Kesenne (Universität Antwerpen, Belgien)
- Stefan Szymanski (Cass Business School, London, Vereinigtes Königreich)
- Erich Thöni (Universität Innsbruck, Österreich)
- Richard Haynes (University of Stirling, UK)
- Paul M. Pedersen (Indiana University, USA)

### Nationale Sportökonomen
- Helmut Digel (Eberhard Karls Universität Tübingen)
- Bernd Frick (Universität Paderborn)
- Rudolf Hickel (Universität Bremen)
- Wolfgang Maennig (Universität Hamburg)
- Holger Preuß (Johannes Gutenberg-Universität Mainz)
- Thomas Straubhaar (Hamburgisches WeltWirtschaftsInstitut)

## Referenzen/Tagungsbände des Symposiums
- A. Hebbel-Seeger, T. Horky (2013): Sport und Ökonomie – 12. internationales Hamburger Symposium Sport und Ökonomie 2012: Thema: Crossmediale Kommunikation und Verwertung von Sportveranstaltungen Aachen: Meyer & Meyer Verlag. ISBN 978-3898997904 – Voraussichtliche Erscheinung Juni 2013
- M.-P. Büch, W. Maennig, H.J. Schulke (2011): Internationale Sportevents im Umbruch. Instrumentalisierung, Digitalisierung, Trivialisierung. Aachen: Meyer & Meyer Verlag. ISBN 978-3898996808.
- M.-P. Büch, W. Maennig, H.J. Schulke (2011): Sport und Sportgroßveranstaltungen in Europa – Zwischen Zentralstaat und Regionen Hamburg: Hamburg University Press. ISBN 978-3937816883.
- M.-P. Büch, W. Maennig, H.J. Schulke (2011): Zur Ökonomik von Spitzenleistungen im internationalen Hamburg: Hamburg University Press. ISBN 978-3937816876
- M.-P. Büch, W. Maennig, H.J. Schulke (2009): Finanzierung im Sport im Spannungsfeld zwischen Steuersystem und Markt. Edition HWWI, Band 2, Hamburg: Hamburg University Press. ISBN 978-3-937816-53-1.
- M.-P. Büch, W. Maennig, H.J. Schulke (2007): Der Sportzuschauer als Konsument: Gast, Mitspieler, Manipulierter? Köln: Sportverlag Strauß. ISBN 3-939390-89-5
- M.-P. Büch, W. Maennig, H.J. Schulke (2006): Zur Ökonomik der Rechte bei Sportveranstaltungen. Köln: Sportverlag Strauß. ISBN 3-939390-80-1
- M.-P. Büch, W. Maennig, H.J. Schulke (2004): Sport im Fernsehen – zwischen gesellschaftlichem Anliegen und ökonomischen Interesse. Köln: Sport und Buch Strauß. ISBN 3-89001-398-8
- M.-P. Büch, W. Maennig, H.J. Schulke (2004): Nachhaltigkeit von Sportstätten. Köln: Sport und Buch Strauß. ISBN 3-89001-390-2
- M.-P. Büch, W. Maennig, H.J. Schulke (2002): Regional- und sportökonomische Aspekte von Sportgroßveranstaltungen: Dokumentation des Hamburger Workshops Sport und Ökonomie anlässlich der HEW Cyclassics vom 17.–18. August 2001. Köln: Sport und Buch Strauss. ISBN 3-89001-378-3